# دياني وود
دياني وود (بالإنجليزية: Diane Wood)‏ هي قاضية أمريكية، ولدت في 4 يوليو 1950 في بلينفيلد في الولايات المتحدة.

## وصلات خارجية
- دياني وود على موقع إن إن دي بي (الإنجليزية)